# La doctoresse a de gros seins
La doctoresse a de gros seins és una pel·lícula pornogràfica francesa, dirigida per John Love (pseudònim d'Alain Payet), estrenada el 1988.

## Sinopsi
En aquesta clínica tan especial, la doctora de pit generós recorre els passadissos i les escales amb els pits al descobert, vestida amb una cotilla blanca, mitges blanques i lligues. Tracten, amb gran èxit, les debilitats sexuals i les expectatives dels pacients.

## Curiositats
En general es considera que aquesta pel·lícula va llançar a França el gènere Hard-crad caracteritzat per una estètica minimalista, un guió reduït al mínim i una aproximació directa a la sexualitat que pot arribar fins a pràctiques extremes. A partir del seu èxit, va tenir dues seqüeles del mateix director: la primera el 1992 amb Tabatha Cash de protagonista i la segona el 1996 amb Élodie Chérie.

## Repartiment
- Sophie David (Marie-Christine Covi) : la doctora
- Sandrine Marove : una infermera (no acreditada)
- Jean-Pierre Armand: un metge i client de l'hospital
- Romain Defarge : mecànic
- Étienne Jaumillot : l'ancià
- Jean-Paul Bride : un metge
- Désiré Bastareaud: un nan negre client de l'hospital
- Samantha Strong
- Corinne Brion
- Monique Carel
- Philippe Soine